# Haworthia marginata
Haworthia marginata ist eine Pflanzenart der Gattung Haworthia in der Unterfamilie der Affodillgewächse (Asphodeloideae). Das Artepitheton marginata stammt aus dem Lateinischen und bedeutet ‚gerandet‘.

## Beschreibung
Haworthia marginata wächst stammlos und sprosst langsam. Die 50 bis 60 verschmälerten, ausgebreiteten, lanzettlich-dreieckigen Laubblätter bilden eine Rosette mit einer Höhe von bis zu 20 Zentimetern. Die blass bräunlichgrüne Blattspreite ist bis zu 18 Zentimeter lang und 2 Zentimeter breit. Die Blattoberfläche ist glatt. Warzen sind auf ihr nicht vorhanden.
Der lockere Blütenstand ist spärlich verzweigt. Die Blütenröhre ist gerade. Die Perigonblätter sind kurz und weisen rosarötlich Adern auf.

## Systematik und Verbreitung
Haworthia marginata ist in der südafrikanischen Provinz Westkap bei Heidelberg verbreitet.
Die Erstbeschreibung als Aloe marginata erfolgte 1783 durch Jean-Baptiste de Lamarck. William Thomas Stearn stellte die Art 1938 in die Gattung Haworthia.
Es existieren zahlreiche Synonyme.

## Nachweise